# Dale Nichols
Dale Nichols (* 13. Juli 1904 in David City, Nebraska; † 19. Oktober 1995 in Sedona, Arizona) war ein US-amerikanischer Maler, Grafiker, Illustrator und Schriftsteller. Er wurde insbesondere durch seine Landschaftsbilder des ländlichen Amerikas bekannt, die dem amerikanischen Regionalismus zugeordnet werden.

## Leben
Dale William Nichols wurde 1904 auf dem Bauernhof seiner Familie in David City, Nebraska, geboren und verbrachte dort seine Kindheit. Geprägt von den Eindrücken der ländlichen Umgebung, entschloss er sich im Alter von zwanzig Jahren, eine künstlerische Laufbahn einzuschlagen. Er besuchte zunächst die Chicago Academy of Fine Arts und anschließend das Art Institute of Chicago. Danach absolvierte er ein Studienjahr in Wien bei Joseph Binder. Ab 1930 lebte Nichols für etwa fünfzehn Jahre in Chicago. In dieser Zeit war er Mitglied der Society of Typographic Artists, der All-Illinois Society of Fine Arts und der Chicago Guild of Free Lance Artists. 1939 wurde er zum Carnegie Professor of Art an der University of Illinois berufen. 1942 wechselte er als Kunstredakteur zur Encyclopædia Britannica und trat damit die Nachfolge von Grant Wood an. Neben seiner künstlerischen Tätigkeit arbeitete er in der Werbung und leitete ein eigenes Studio in Chicago.
Ab den 1940er Jahren unternahm er zahlreiche Reisen und hielt sich zeitweise in Alaska, Arizona, Guatemala, Louisiana und Mississippi auf. Insbesondere in Arizona besaß er eine Ranch und engagierte sich unter anderem als Vorsitzender des Tucson Regional Plan (1943–1945). In Guatemala untersuchte und dokumentierte er Maya-Skulpturen und fertigte Zeichnungen und Abgüsse von Skulpturen an. 1960 zog er nach Guatemala, wo er Bücher über seine Studien zu den Maya und ihrer Kunst schrieb und veröffentlichte. In diesen behauptete er, den Code der Maya-Schrift entschlüsselt zu haben. Er kehrte immer wieder zu seiner Familie nach Nebraska zurück. Dale Nichols starb 1995 im Alter von 91 Jahren in Sedona, Arizona.

## Werk
Dale Nichols zählt zu den bedeutendsten Vertretern des amerikanischen Regionalismus. In der Tradition von Künstlern wie Grant Wood, Thomas Hart Benton und John Steuart Curry widmete er sich vorwiegend den Landschaften und Menschen des amerikanischen Mittleren Westens. Besonders bekannt wurden seine Schneelandschaften mit roten Scheunen und Bauernhöfen. Die Motive sind von seiner Kindheit auf dem elterlichen Hof geprägt und heben die landschaftlichen, oft auch einsamen Weiten Nebraskas hervor.
Typisch für seine Technik ist das Auftragen dünner Ölschichten mit Aquarellpinseln, wodurch die Schneelandschaften eine besondere Leuchtkraft und Subtilität erhalten. In seinen Arbeiten finden sich häufig eine geometrisch strukturierte Komposition sowie ein bewusster Umgang mit Licht und Schatten. Dabei spielt die Sonne als Symbol eine zentrale Rolle. Gelegentlich finden sich in seinen Werken auch Einflüsse von Spiritualität, Numerologie und Symbolik.
Neben Ölgemälden schuf Nichols auch Lithografien und Holzschnitte. Darüber hinaus widmete er sich der Illustration und dem Kunstgewerbe. Er entwarf Wandgemälde für Postämter und wurde von der International Harvester Company beauftragt. Zu seinen bekanntesten Werken zählen die Gemälde End of the Hunt (1934), das 1939 vom Metropolitan Museum of Art erworben wurde, sowie die vier Bilder der Serie Four Seasons, die sich heute im Bone Creek Museum of Agrarian Art in David City, Nebraska, befinden. Ein weiteres wichtiges Werk ist RFD #1 (1937).
Nichols stellte national und international aus, unter anderem auf den Weltausstellungen in Chicago (1933/34) und San Francisco (1939). Seine Werke befinden sich heute in den Sammlungen bedeutender Museen, darunter das Art Institute of Chicago, das Metropolitan Museum of Art und das Whitney Museum of American Art.
In seinem 1938 erschienenen Buch A Philosophy of Esthetics setzte er sich kunsttheoretisch mit der Frage nach einer eigenständigen amerikanischen Kunst auseinander und plädierte für die Aufwertung von Illustration und Werbegrafik.